# Незалежна соціал-демократична партія Німеччини
Незалежна соціал-демократична партія Німеччини (НСДПН) (нім. Unabhängige Sozialdemokratische Partei Deutschlands (USPD)) – лівосоціалістична партія Німецької імперії, заснована 1917 року.

## Історія

### Незалежні соціал-демократи в 1917–1920 роках

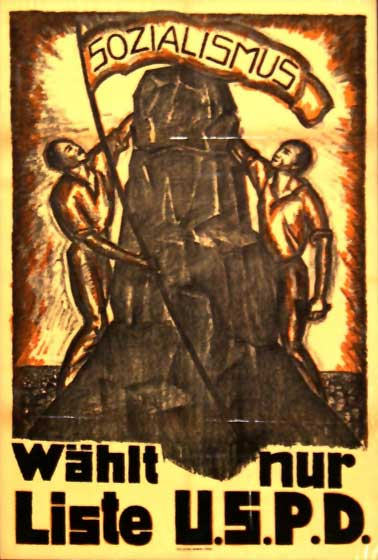
Предвиборчий плакат НСДПН 1919 року

НСДПН утворилася в квітні 1917 року на базі лівого крила німецької соціал-демократії в результаті розколу Соціал-демократичної партії Німеччини з питання підтримки політики громадського миру. На чолі нової партії стали Гуго Гаазе і Карл Каутський. Чисельність партії до листопада 1918 року сягає близько 120 000 членів. Під час Листопадової революції революційну групу Спартака, що входила до НСДПН, було перетворено в листопаді 1918 року на Союз Спартака, при цьому він зберіг свою автономність у партії. Наприкінці 1918 року Союз вийшов з НСДПН, і на його основі було створено Комуністичну партію Німеччини (КПН).
У листопаді 1918 року, на початку Листопадової революції, НСДПН уклала угоду з соціал-демократами, підсумком її стало формування тимчасового уряду Німеччини – Ради народних уповноважених (РНУ). До складу РНУ увійшли три представники незалежних соціал-демократів – Гуго Гаазе, Вільгельм Дітман, Еміль Барт. Однак, уклавши пакт Еберта-Гренера, РНУ не виконала однозначно сформульованих рішень Всенімецького з'їзду Рад про демократизацію армії. У зв'язку з тим, що багато радикальних пропозицій НСДПН провалилися на Всенімецькому з'їзді Рад, 29 грудня три представники НСДПН вийшли зі складу тимчасового уряду. Приводом для цього стало застосування зброї в ході так званих різдвяних заворушень у Берліні.
На виборах до Німецьких національних зборів у січні 1919 року НСДПН отримала 7,6% голосів. Незважаючи на явну меншість в Національних зборах і домінування соціал-демократів, НСДПН рішуче підтримала введення в Німеччині радянської системи замість парламентської республіки, яку пропонували соціал-демократи. Членами партії до весни 1920 року було вже більше 750 000 осіб. На парламентських виборах НСДПН отримала 17,9% голосів виборців, отримала 84 депутатських місця і стала другою за чисельністю фракцією в Рейхстазі. Для порівняння, за підсумками тих виборів СДПН отримала 102 депутатських крісла.

### Незалежні соціал-демократи після 1920 року
На з'їзді НСДПН в Галле в жовтні 1920 року більшістю голосів (237 проти 156) було прийнято рішення про вступ партії до Комінтерну, а в грудні 1920 року НСДПН об'єдналася з КПН. До компартії приєдналося близько 400 000 членів НСДПН. Решта (близько 340 000 чоловік і більше 2/3 депутатів парламенту) продовжила діяти під ім'ям НСДПН на чолі з лідерами Георгом Ледебуром і Артуром Кріспеном. НСДПН підтримувала режим парламентської демократії. У 1920 році НСДПН, Незалежна лейбористська партія та інші ініціювали створення так званого «2½ інтернаціоналу» (офіційна назва – Міжнародне робітниче об'єднання соціалістичних партій).
Згодом політичні розбіжності між НСДПН і СДПН скорочувалися. Після того, як ультраправі в червні 1922 року вбили міністра закордонних справ Німеччини Вальтера Ратенау, обидві фракції в Рейхстазі створили в середині липня спільну робочу групу. Через 2 місяці, 24 вересня 1922 року, в Нюрнберзі пройшов об'єднавчий з'їзд НСДПН і СДПН, на якому було проголошено створення Об'єднаної соціал-демократичної партії (Vereinigte Sozialdemokratische Partei Deutschlands, VSPD; з 1924 року знову називалася Соціал-демократичною партією). У 1923 року більшість партій і груп «2½ інтернаціоналу» влилися у Другий інтернаціонал.
Меншість НСДПН, менш ніж 10 000 членів, продовжила діяти під старою назвою. Їхніми лідерами були Георг Ледебур і Теодор Лібкнехт. У 1931 році залишки НСДПН, яка формально існувала, влилися до складу Соціалістичної робочої партії Німеччини.

## Організація

### Структура
Незалежна соціал-демократична партія Німеччини складалася з округів (bezirk) – по одному на виборчий округ, округи – з районів (kreis) – по одному на міський район, район або округ землі Гамбург, райони – з місцевих груп (ortsgruppe) – по одній на місто, громаду, округ чи місцеву частину землі Гамбург, а місцеві групи складалися з блоків – по одному на кілька сусідніх будинків.
Найвищим партійним органом був з'їзд (parteitag), що обирався місцевими з'їздами; також вони обирали партійну раду (parteirat), що працювала в перерві між з'їздами, між партійними радами працювала управа (parteivorstand), яку обирав з'їзд, а найвищою посадовою особою був голова (parteivorsitzender), якого обирав з'їзд.
Партійна структура на місцевому рівні:
|                       | Найвищий орган                         | Найвищий орган між з'їздами (зборами)       | Найвища посадова особа                          |
| Окружний рівень       | окружний з'їзд (bezirksparteitag)      | окружна управа (bezirksvorstand)            | окружний голова (bezirksvorsitzender)           |
| Районний рівень       | районний з'їзд (kreisparteitag)        | районна управа (kreisvorstand)              | районний голова (kreisvorsitzender)             |
| Рівень місцевої групи | загальні збори (mitgliederversammlung) | управа місцевої групи (ortsgruppenvorstand) | голова місцевої групи (ortsgruppenvorsitzender) |

Найвища посадова особа в блоках – керівник блоку (blockwart).